# フラニ族
フラニ族（フラニぞく）は、北西はモーリタニアから東は中央アフリカまで西アフリカの多くの国に分布する民族。居住地域は主にサヘル地帯に広がっている。

## 概要
ナイジェリアやその他の国で、彼らはフラニ族 (Fulani) と称されるが、彼ら自身はフルベ族（Fulbe, 単数ではプロpullo）と称する。また、その他にもフラ族 (Foulah)、フルフルデ族 (Fulfulde)、プル族 (Peulh、Peul)など様々な呼称がある。遊牧民を起源とし、現在でも牧畜を営む人が多い。バントゥーともベルベル人やアラブ人とも異なる。独特の言語体系を有し、豊富な民話を継承している。また、セネガル川中流域には、彼らと近い民族であるトゥクロール族がいる。
基本的に遊牧民であるが、沿岸ギニア地域の山岳地帯から中部ギニア地域の乾燥サバンナ地帯では、雑穀扱いされるフォニオの栽培を行っている。

## 他部族等との対立
2000年代に入るとナイジェリアのカドゥナ州において、農耕民のキリスト教徒との間で土地利用をめぐる衝突が発生する。しばしば暴力事件に発展し、双方に多数の死者が発生するようになった。また、2015年頃からは、ブルキナファソのフラニ族の居住地域にイスラム系武装組織が進出し、組織への勧誘が行われている。
2018年1月1日、ベヌエ州にて遊牧民らが農家を襲撃する事件が発生し72人が死亡。ベヌエ州知事は、襲撃者をフラニ族と目している。
2019年3月23日、ブルキナファソ国境付近のバンカス圏オゴサグ村にドゴン族が襲撃を掛け、フラニ族の子どもや女性を含む134人以上が殺害された。両者の間では、土地や水の配分を巡り衝突が起きていた。
国際キリスト教人権監視機構の調査によると、フラニ族の過激派は「過去数年間でボコ・ハラムよりも多くのキリスト教徒を殺害し、キリスト教徒の農民を追い出している」と報告されている。

## 会話について
フルベ族は、「あなたの夫は、どこに行きましたか」などとは普通言わない。「夫」の代わりに「家の主」とか、「～のお父さん」と言う。そう問えば、妻である女性は、「ある人は、～へ行きました」と答える。ここでは、相手に自分の夫のことを語るのは恥だと考えられているためである。
また同様に、「あなたの長男はきれいですね」などという質問にも、フルベ族の母親は、「私の子は醜い。この汚らしい奴」などと答える。これは、長男のことを語るのは恥であることと、長男の美しさを妬む悪い精霊などが長男にとりつかないようにするためである。

## 関連項目

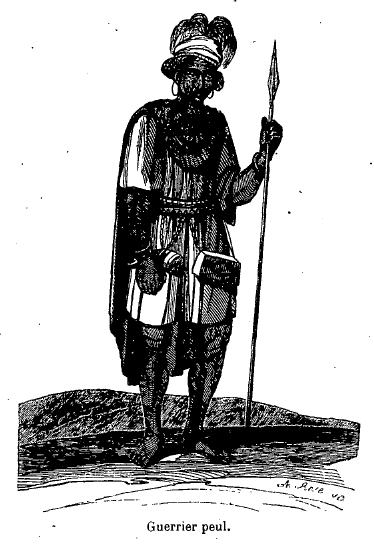
アレクシ＝マリ・ゴーシェの『プルの戦士』
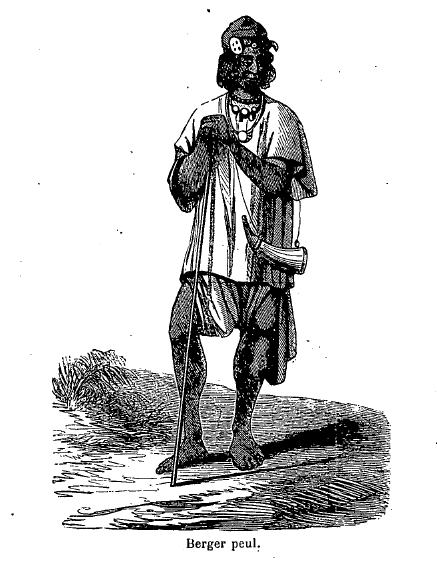
同『プルの羊飼い』
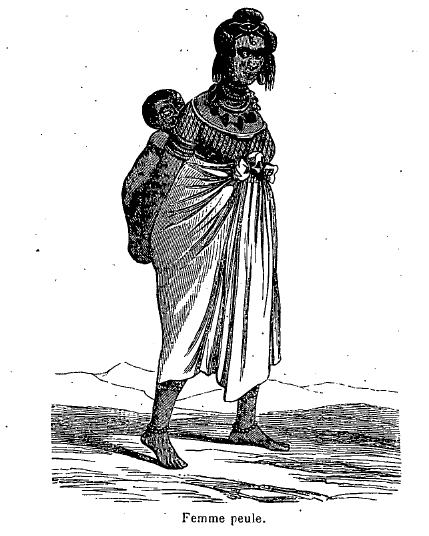
同『プルの女』